# Mamert Knapp
Mamert Knapp (8. května 1837 Mělník – 27. června 1896 Karlín) byl český nakladatel, knihtiskař a knihkupec.

## Život
Vyučil se ve firmě I. L. Kober, kde byl výrazně činný až do smrti zakladatele firmy. V roce 1866 založil spolu s Josefem Mikulášem nakladatelský a tiskařský podnik Knapp a Mikuláš v Karlíně u Prahy. Od roku 1881 vedl samostatnou firmu M. Knapp. Působil v Národní jednotě severočeské a karlínském obecním zastupitelstvu. Věnoval se hudbě. Vydával především divadelní hry, spisy pro mládež, hudebniny. Také pedagogickou hudební literaturu.
Zemřel v roce 1896 a byl pohřben na Olšanských hřbitovech.
Po smrti Mamerta Knappa spravovali firmu jeho potomci František a Václav Knappovi až do roku 1950, kdy byla firma znárodněna.